# Ermes Visconti
Ermes Visconti di San Vito (Milano, 15 marzo 1784 – Crema, 21 gennaio 1841) è stato un letterato italiano.

## Biografia
Studiò all'Università di Pavia; fu allievo di Vincenzo Monti, che all'epoca teneva la cattedra di eloquenza. 
Nella sua formazione influì la conoscenza del letterato francese Claude Fauriel, di cui divenne amico, e di Alessandro Manzoni.
Visconti aderì al proposito rinnovare la cultura italiana in senso romantico durante la polemica con i classicisti, partecipando alla rivista Il Conciliatore; su di essa scrisse nel 1818 Idee elementari sulla poesia romantica, e nel 1819 un Dialogo sulle unità drammatiche di luogo e di tempo.
A quest'ultime si rifece Alessandro Manzoni, di cui Visconti condivise il percorso della conversione cattolica e le idee romantiche. 
La sorella di Ermes, Luigina, fu il primo amore di Manzoni.

## Scritti
Scritti pubblicati su Il Conciliatore:
- 1818, Idee elementari sulla poesia romantica, tradotto in francese da C. Fauriel
- 1819, Dialogo sulle unità drammatiche di luogo e di tempo

Altre opere:
- 1829, Saggi filosofici
- 1831, Riflessioni ideologiche intorno al linguaggio grammaticale dei popoli antichi
- 1833, Saggi intorno ad alcuni quesiti concernenti il bello